# Parafia Zmartwychwstania Pańskiego w Wałbrzychu
Parafia Zmartwychwstania Pańskiego w Wałbrzychu – rzymskokatolicka parafia w dekanacie wałbrzyskim północnym w diecezji świdnickiej.
Została erygowana 1 marca 1972 r. przez ówczesnego metropolitę wrocławskiego, ks. kard. Bolesława Kominka, z inicjatywy ks. infułata Juliana Źrałki (ówczesnego dziekana dekanatu Wałbrzych-Północ).
Proboszczem od 29 czerwca 2016 jest ks. kan. Czeslaw Studenny.

## Terytorium parafii
Parafia obejmuje następujące ulice:
Armii Krajowej, Piotra Bardowskiego, Rodziny Burczykowskich nr 1 i 3, Chałubińskiego, Bolesława Chrobrego parzyste od 38B do 52 i nieparzyste od 43 do 49, Giserska, pl. Gedymina, św. Kingi, Kujawska, Kuracyjna, Legnicka, 11 Listopada nieparzyste od 1 do 21 i parzyste od 2 do 14, Marconiego, dr. Oczki, Parkowa, Pocztowa, Poprzeczna, Przywoda, Pułaskiego nr 4, Reja nr 2, Starachowicka, Szewska, Śląska, Braci Śniadeckich, Uzdrowiskowa, Żeromskiego.

## Kościoły i kaplice
- kościół pw. Zmartwychwstania Pańskiego
- kaplica na cmentarzu parafialnym

## Proboszczowie parafii
- ks. Bogusław Wermiński – w latach 1972–1988,
- ks. Stanisław Mieszała – w latach 1988–1998,
- ks. Józef Adamowicz – w latach 1998–1999,
- ks. Wiesław Brachuc – w latach 1999–2016[1]
- ks. Czesław Studenny – od czerwca 2016[2]